# Мусс
Мусс (фр. mousse — «пена») — несладкое или сладкое блюдо французской кухни.
Приготавливается из ароматического основания (грибного, картофельного, овощного, фруктового или ягодного сока, пюре, виноградного вина, шоколада, кофе, какао и др.), пищевых веществ, способствующих образованию и фиксации пенистого состояния мусса (яичные белки, желатин, агар-агар), а также пищевых веществ, придающих блюду сладкий вкус или усиливающих его (сахар, сахарин, мёд, патока). Иногда вместо яичных белков и желатина используется заменитель в виде манной крупы, которая способна хорошо разбухать и обладает клеящими свойствами, что позволяет приблизительно имитировать необходимое состояние блюда.

## История
Различные десерты, состоящие из взбитых сливок пирамидной формы с кофе, ликёрами, шоколадом, фруктами и т. д. либо в смеси, либо налитые сверху, ещё в 1768 году назывались crème en mousse — «сливки в пене», crème mousseuse — «пенистый крем», mousse — «пена» и т. д. Современные муссы являются продолжением этой традиции.